# Reggatta de Blanc
Reggatta de Blanc (en español: Reggae de blancos) es el segundo álbum de estudio del grupo musical británico de rock The Police, publicado el 5 de octubre de 1979 y contiene los éxitos «Message in a Bottle» y «Walking on the Moon».
Está lista en el puesto N° 372 de la lista de los 500 mejores discos de todos los tiempos de la revista Rolling Stone y en la lista 1001 Álbumes que hay que oír antes de morir.

## Contexto

### Grabación
El álbum fue grabado en consola de 24 canales en los estudios Surrey Sound. Y como bien lo indica su título, tiene una fuerte influencia del reggae particularmente expresado en varias canciones como «Walking on the Moon», que luego fue lanzado como sencillo y llegó al primer puesto en la lista de Reino Unido. La producción cayó sobre Nigel Gray, con ayuda del grupo musical.
El disco fue grabado y terminado en tiempo récord ya que se necesitaron dos semanas para ello, en comparación con Outlandos d' Amour, que tardó seis meses en terminarse.
Los músicos Stewart Copeland y Sting, concordaron en su momento que el material se terminó con rapidez, porque llevaban un tiempo lejano tocando juntos y eso les permitió unir sus esfuerzos con mayor concreción.

## Contenido

### Nombre
El título del álbum es una pseudotraducción al francés de la frase «reggae de blancos».

### Estilos
El disco tiene otro impresionante sencillo que llegó al número uno en la lista británica: «Message in a Bottle». Otras canciones que destacaron fueron: «Reggatta de Blanc» que recibió el premio Grammy en 1981 a mejor interpretación instrumental de rock.; «Deathwish» emotiva canción new wave; «Bring on the Night», una canción que trata sobre la ejecución de Gary Gilmore. Así como, «It's Alright for You» que muestra plenamente la influencia punk en la música de The Police. Y por último, la candente «The Bed's Too Big Without You», impecable fusión de reggae y gran aportación policiaca al mundo del rock.
En cuanto a la estructura y composición de las canciones, es el disco de The Police en donde mejor participan sus tres integrantes de forma equitativa y brillante. Podemos escuchar a un Sting con gran voz y ejecución del bajo; a un Stewart Copeland con una batería mágica, fenomenal y bestial (su mejor trabajo de estudio con el grupo) y a un Andy Summers con una guitarra creativa; "atrevida y rockera", aún más que en el primer álbum de estudio, titulado Outlandos d' Amour.

## Premios y reconocimientos
The Police ganó el Grammy a mejor interpretación instrumental de rock, por la canción «Reggatta de Blanc», en la 23a entrega de los Grammys el 25 de febrero de 1980, siendo la primera nominación en su carrera.

## Legado
Reggatta de Blanc, es catalogado por los seguidores de The Police como el mejor álbum de estudio del grupo. Además, llaman a «Message in a Bottle» como la mejor canción de toda su discografía, siendo además la canción favorita de los propios integrantes del grupo musical.
El disco fue un éxito comercial al igual que su anterior material, Outlandos d'Amour, llegando al primer puesto en listas británicas. Con el tiempo, tanto Stewart Copeland como Andy Summers reconocerían que fue su álbum favorito. En 2003, la revista Rolling Stone lo calificó en el puesto 369 de su lista de los 500 mejores álbumes de todos los tiempos. Además, aparece en el libro "1001 discos que hay que oír antes de morir".

## Lista de canciones
1. «Message in a Bottle» (Sting) – 4:50
2. «Reggatta de Blanc» (Stewart Copeland / Sting / Andy Summers) – 3:06
3. «It's Alright for You» (Stewart Copeland / Sting) – 3:13
4. «Bring on the Night» (Sting) – 4:16
5. «Deathwish» (Stewart Copeland / Sting / Andy Summers) – 4:13
6. «Walking on the Moon» (Sting) – 5:02
7. «On Any Other Day» (Stewart Copeland) – 2:57
8. «The Bed's Too Big Without You» (Sting) – 4:26
9. «Contact» (Stewart Copeland) – 2:38
10. «Does Everyone Stare?» (Stewart Copeland) – 3:52
11. «No Time This Time» (Sting) – 3:17

## Músicos
- Sting: Voz principal y coros, bajo sin trastes.
- Andy Summers: Guitarras, sintetizador y coros.
- Stewart Copeland: Batería, voz principal y coros en «On Any Other Day».